# Балкари
Балкари или Балкарци (рус. балкарцы; по етнониму још и Малкари или Малкарци, рус. малкарцы), су туркијски народ, који претежно живи у Русији, односно у републици Кабардино-Балкарији, у којој чини 13% становништва, и у којој представља трећи народ по бројности, после Кабардинаца (57%) и Руса (23%). Балкари су већином исламске вероисповести, а говоре карачајевско-балкарским језиком, који спада у туркијску групу алтајске породице језика.
Због сарадње са окупатором, совјетске власти су их крајем 1943. и почетком 1944. године протјерале у Казахстан. 9. јануара 1957. године помиловани су и враћени на територију источно од Елбруса (садашња Кабардино-Балкарији).
Балкара укупно има око 71.000. Постоји теорија по којој су Балкари потомци Прабугара, односно, име Балкар се тумачи као верзија имена Булгар.